# Biokinematik
Biokinematik ist ein Begriff aus der Bewegungswissenschaft, der in der Biologie, Sportwissenschaft und Sportmedizin sowie in der Veterinär- und Humanmedizin Anwendung findet. Dabei wird die Lehre von den bewegten Körpern (Kinematik) aus der Mechanik auf lebende Objekte angewandt. Die Biokinematik ist Teil einer wissenschaftlich orientierten Bewegungsanalyse und untersucht Änderungen des Bewegungszustandes. Sie beschreibt die räumliche und zeitliche Charakteristik der Bewegung, ohne die Masse der sich bewegenden Körper und die auf sie einwirkenden Kräfte zu berücksichtigen. Messgrößen der Biokinematik sind Ort, Weg, Zeit, Geschwindigkeit und Beschleunigung. Als Messinstrumente werden neben Entfernungsmesser, Tachometer und Stoppuhr häufig Weg-, Geschwindigkeits- und Beschleunigungssensoren sowie Foto- und Videodokumentation benötigt.